# Schloss Lölling

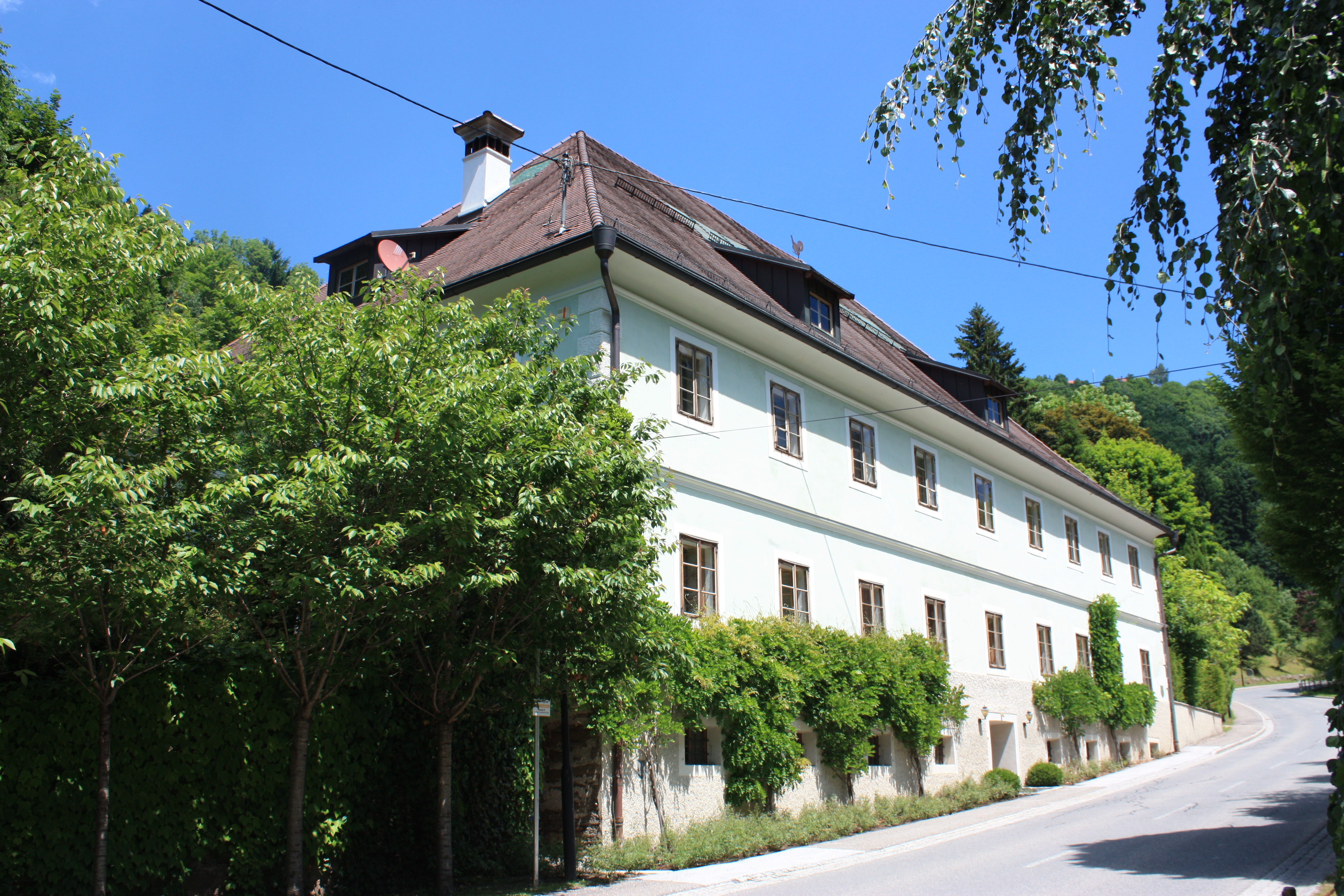
Schloss Lölling

Schloss Lölling, auch Jagdschloss Lölling, Dickmann-Schloss, Schloss Hohenberg und Zechnerhof genannt, ist ein denkmalgeschützter Bau in der Ortschaft Lölling Graben in der Gemeinde Hüttenberg (Kärnten) in Kärnten. Das 1834 als Gewerkensitz errichtete Gebäude wurde später jahrzehntelang vom seinerzeitigen Thronfolger Erzherzog Franz Ferdinand als Jagdschloss genutzt.

## Bau
Das Schloss ist ein schlichter zweieinhalbgeschoßiger Biedermeierbau mit neunachsiger Längs- und fünfachsiger Breitseite, mit einem risalitartigen Vorbau an der Nordseite und mit großem Walmdach. Die Eingangstüre beim rundbogigen Portal an Ostfassade ist mit EEVD (= Eugen Edler von Dickmann) 1834 bezeichnet. Souterrain und Erdgeschoß weisen ein Deckengewölbe auf, im Obergeschoß gibt es Holztramdecken. Beiderseits eines langen Gangs liegen die Wohnräume. Im Erdgeschoß befanden sich 1914 die Personalräume, die Küche und ein Telefonzimmer. Im Obergeschoß befand sich die Wohnung des Erzherzogs: der mit Oberlichten versehene Gang war mit zahlreichen Antiquitäten bestückt. Südlich des Ganges, von Osten nach Westen, lagen das Schreibzimmer, das Schlafzimmer, der Salon, und das Speisezimmer. Nördlich des Ganges befanden sich die Zimmer der Kinder und der Kindermädchen. Im Vorbau an der Nordseite gab es eine Kammer für Petroleum und Lampen sowie die Garderobe.
Zum Schloss gehören ein parkähnlicher Garten und auf der anderen Straßenseite ein Wirtschaftsgebäude mit Pferdestall und Wagenremise im Erdgeschoß sowie Wohnräumen für Bedienstete im Obergeschoß.
Küche, Speisekammer, Waschküche und die Forstamtskanzlei befanden sich zu der Zeit, als das Schloss im Besitz Franz Ferdinands war, in einem weiteren Nebengebäude.

## Geschichte
Nahe beim heutigen Schloss befand sich der Zechnerhof, der ab der ersten Hälfte des 16. Jahrhunderts im Besitz der Gewerkenfamilie Lattacher war. Im 18. Jahrhundert gelangte jener Hof an die Gewerkenfamilie Secherau, dann an die Gewerkenfamilie Dickmann-Secherau. Im Franziszeischen Kataster von Anfang des 19. Jahrhunderts ist noch jener alte Zechnerhof verzeichnet, ein hölzernes Nebengebäude stand damals an der Stelle des heutigen Schlosses.
Die Jahreszahl 1834 über dem Eingangstor ist ein Hinweis auf das Baujahr des heutigen Schlosses, das durch den Gewerken Eugen Edler von Dickmann errichtet wurde, der um jene Zeit auch die heutige Klippitztörl Straße und Hochöfen in der Lölling bauen ließ. Nach Eugens Tod 1863 kam das Schloss an seinen Sohn Albert, nach dessen Tod 1880 an Alberts Tochter Wilhelmine, die mit dem Landeshauptmann der Steiermark Ladislaus Gundacker von Wurmbrand-Stuppach verheiratet war. Nach Wilhelmines Tod 1885 verkaufte Gundacker das Schloss im Frühjahr 1886 für 20.000 Gulden an den Erzherzog Franz Ferdinand, der damit seine erste Immobilie erwarb.
Franz Ferdinand, der die Region Lölling bereits von früheren Jagdaufenthalten gekannt hatte, nutzte den Ansitz als Jagdschloss. Daher pachtete er ab 1886 von Hugo Henckel von Donnersmarck ein an die Besitzungen des Schlosses angrenzendes Jagdrevier. 1889 kaufte Franz Ferdinand außerdem das 797 Hektar umfassende Revier Lavanttal um 70.000 Kronen von Anton Conte Veith. 1895 erwarb er noch das 556 Hektar große Revier Wietingberg für 94.200 Gulden von der Österreichischen Alpinen Montangesellschaft. Das Schloss war der einzige Bau, den Franz Ferdinand so beließ, wie er ihn übernommen hatte. Im Jagdrevier ließ er hingegen einige Jagdhütten umbauen oder neu bauen, wie die Franzhütte (Neubau 1896, Architekt Anton Weber), die Guttaringer Hütte und die Sonnwendhütte mit Nebengebäuden. In der Gegend verbrachte Franz Ferdinand auch einen Teil seiner Genesung von Lungentuberkulose, wobei er sowohl wegen seiner Jagdleidenschaft als auch auf Anraten seines Arztes mehr Zeit auf der auf 1600 Meter Höhe gelegenen Guttaringer Hütte als in dem im Löllinger Graben gelegenen Schloss verbrachte. 1896 wurde Franz Ferdinand Thronfolger von Österreich-Ungarn, womit er – und damit auch seine Aufenthalte in der Lölling – noch mehr in den Fokus der Öffentlichkeit gerieten. So fabulierte eine Wiener Illustrierte in einem Bericht über Lölling von einem „weitläufigen Schloss mit über 400 Fenstern und einem ausgedehnten Parke.“ Franz Ferdinand hatte das Schloss mit Antiquitäten eingerichtet. Beispielsweise befanden sich laut einer Bestandsaufnahme von 1907 in Lölling nicht weniger als 1495 gerahmte Bilder, einschließlich gerahmter Fotografien. Da Franz Ferdinand sich mit Henckel von Donnersmarck – auf dessen Grund auch die Guttaringer Hütte stand – nicht mehr über die Höhe der Pacht für die Jagd einig wurde und das kleine Schloss Lölling nicht erweiterbar war, verlor Lölling in den letzten Lebensjahren Franz Ferdinands für ihn an Bedeutung.
Nach der Ermordung Franz Ferdinands am 28. Juni 1914 beim Attentat von Sarajevo ging der Besitz an seine Nachkommen über. Franz Ferdinands Söhne Maximilian Hohenberg und Ernst Hohenberg wurden nach dem Anschluss Österreichs ans Deutsche Reich enteignet und in das Konzentrationslager Dachau deportiert. Im Schloss Lölling befindliche Kunstobjekte wurden beschlagnahmt und gelangten in Klagenfurter Museen. Aus dem Schloss wollte die NSDAP ein Gemeinschaftsheim machen. 1945 wurde das Schloss der Familie Hohenberg zurückgegeben.
1964 kaufte der deutsche Forstwirt und Haflingerzüchter Hellmuth Dresler das Schloss von Franz Hohenberg, einem Enkel Franz Ferdinands, mit Zustimmung dessen Familie. Die Einrichtung des Jagdschlosses wurde zuvor nach Schloss Artstetten umgesiedelt und ist dort zum Großteil noch erhalten. Nach mehreren weiteren Eigentümerwechseln erwarb 1999 eine Niederländerin Schloss Lölling, ließ es aufwendig instand setzen und legte einen Park an.